# Gouarec
Gouarec är en kommun i departementet Côtes-d'Armor i regionen Bretagne i nordvästra Frankrike. Kommunen ligger i kantonen Gouarec som tillhör arrondissementet Guingamp. År 2022 hade Gouarec 912 invånare.

## Befolkningsutveckling
Antalet invånare i kommunen Gouarec
Referens:INSEE